# Orientace na lidském těle

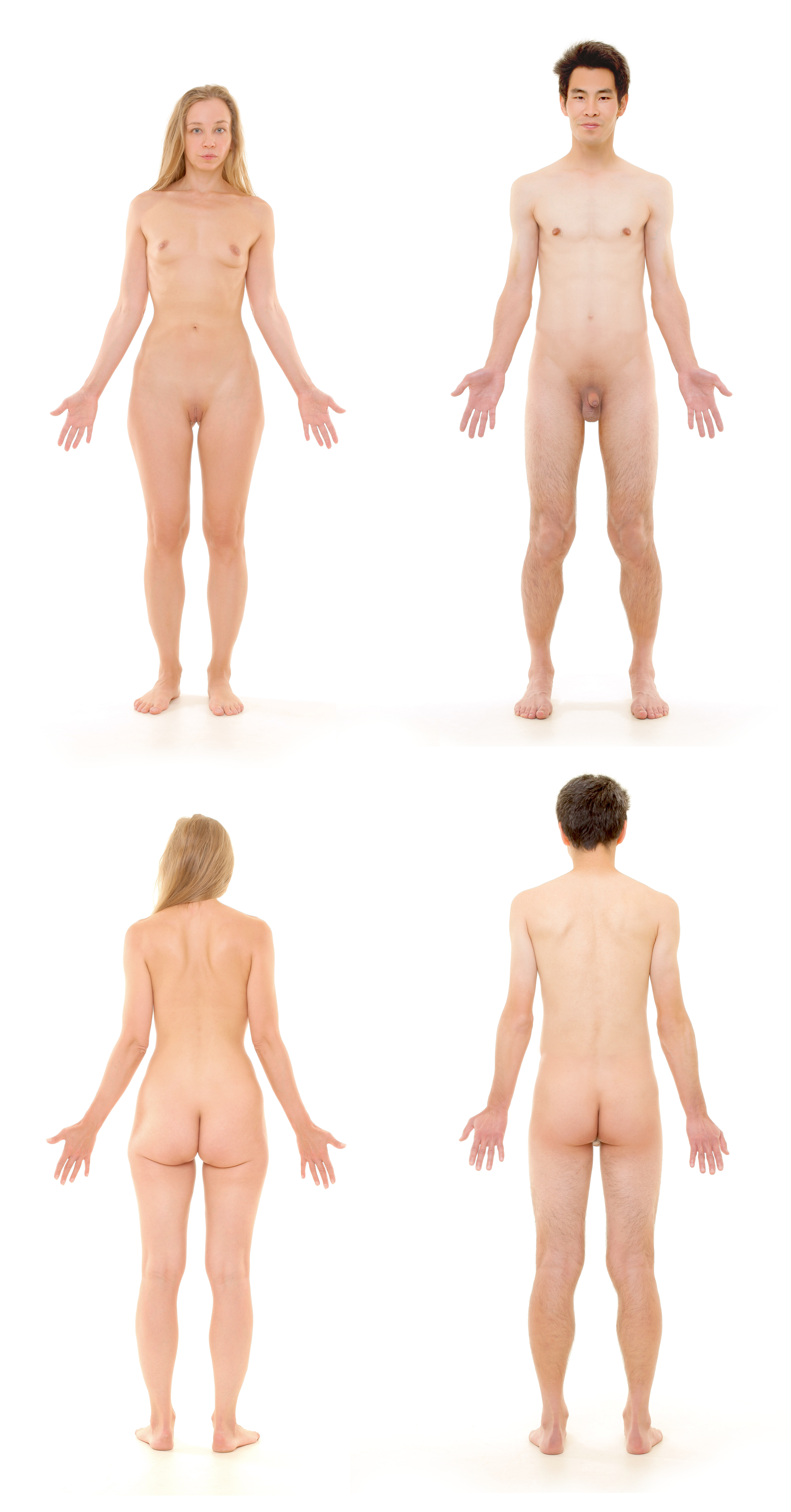
Základní anatomická poloha těla ženy a muže

Anatomické roviny u člověka

Pro orientaci na lidském těle se v anatomii a medicíně užívá latinských označení rovin, řezů, směrů a částí lidského těla.

## Základní anatomická poloha
Základní anatomická poloha těla je vztažná poloha těla při určování anatomických směrů a rovin. Je to vzpřímený postoj s horními končetinami visícími volně podél těla, s dlaněmi obrácenými dopředu a dolní končetiny jsou natažené a stojí vedle sebe. U zvířat pohybujících se po čtyřech končetinách aj. může být definována jinak.

## Základní roviny
Základní anatomické roviny jsou:
- rovina mediánní (mediální) – rovina zrcadlové souměrnosti (symetrie) těla. Je vlastně jednou z rovin sagitálních (viz dále)
- roviny sagitální – je každá rovina rovnoběžná s rovinou mediánní
- roviny frontální – svislé roviny probíhající pravolevě tělem, rovnoběžně s obličejem, tedy kolmo na roviny sagitální a transverzální.
- roviny transverzální – procházejí vždy (při jakékoliv poloze těla) kolmo k podélné ose dané části těla. V základní anatomické poloze jsou u člověka orientovány horizontálně, kolmo na roviny sagitální i frontální.

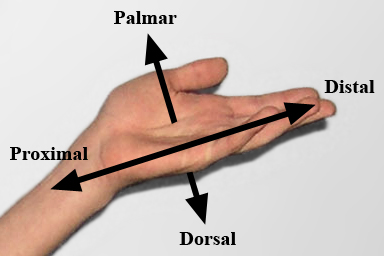
Směry na ruce

## Základní směry
Následující neúplný přehled směrů se vztahuje k člověku v základní anatomické poloze. Termíny jsou relativní, popisují vztahy mezi anatomickými strukturami.
| Skupina směrů                                                          | Český název    | Latinský název | Vysvětlení/upřesnění                                                  |
| ---------------------------------------------------------------------- | -------------- | -------------- | --------------------------------------------------------------------- |
| Směry kolmé na transversální rovinu (tj. rovnoběžné s vertikální osou) | Horní/nahoře   | superior       | Proti směru vlastní tíhy                                              |
| Směry kolmé na transversální rovinu (tj. rovnoběžné s vertikální osou) | Dolní/dole     | inferior       | Ve směru vlastní tíhy                                                 |
| Směry kolmé na transversální rovinu (tj. rovnoběžné s vertikální osou) | Kraniální      | cranialis      | Hlavový, směrem k hlavě. U člověka je to nahoru.                      |
| Směry kolmé na transversální rovinu (tj. rovnoběžné s vertikální osou) | Kaudální       | caudalis       | Ocasní, směrem od hlavy ke kostrči. U člověka je to dolů.             |
| Směry kolmé na frontální rovinu (tj. rovnoběžné se sagitální osou)     | přední, vpředu | anterior       |                                                                       |
| Směry kolmé na frontální rovinu (tj. rovnoběžné se sagitální osou)     | zadní, vzadu   | posterior      |                                                                       |
| Směry kolmé na frontální rovinu (tj. rovnoběžné se sagitální osou)     | Ventrální      | ventralis      | Břišní, přední, směrem k břišní straně. U člověka je to dopředu.      |
| Směry kolmé na frontální rovinu (tj. rovnoběžné se sagitální osou)     | Dorsální       | dorsalis       | Hřbetní/zádový, směrem ke hřbetu (k zádům). U člověka je to dozadu.   |
| Směry kolmé na mediální rovinu (tj. rovnoběžné s frontální osou)       | Mediální       | medialis       | Vnitřní směrem do středu, blíže mediální rovině                       |
| Směry kolmé na mediální rovinu (tj. rovnoběžné s frontální osou)       | Laterální      | lateralis      | Zevní/postranní, ke straně, směrem od středu, dále od mediánní roviny |
| Směry kolmé na mediální rovinu (tj. rovnoběžné s frontální osou)       | Pravý          | dexter         |                                                                       |
| Směry kolmé na mediální rovinu (tj. rovnoběžné s frontální osou)       | Levý           | sinister       |                                                                       |

| Skupina směrů                                                          | Český název      | Latinský název   | Vysvětlení/upřesnění                                                                                     |
| ---------------------------------------------------------------------- | ---------------- | ---------------- | --- |
| Směry kolmé na transversální rovinu (tj. rovnoběžné s vertikální osou) | Horní/nahoře     | superior         | Proti směru vlastní tíhy                                                                                 |
| Směry kolmé na transversální rovinu (tj. rovnoběžné s vertikální osou) | Dolní/dole       | inferior         | Ve směru vlastní tíhy                                                                                    |
| Směry kolmé na transversální rovinu (tj. rovnoběžné s vertikální osou) | Proximální       | proximalis       | Blíže k připojení končetiny k trupu                                                                      |
| Směry kolmé na transversální rovinu (tj. rovnoběžné s vertikální osou) | Distální         | distalis         | Dále od připojení končetiny k trupu. U zubů je definován jinak.                                          |
| Směry kolmé na frontální rovinu (tj. rovnoběžné se sagitální osou)     | přední, vpředu   | anterior         | |
| Směry kolmé na frontální rovinu (tj. rovnoběžné se sagitální osou)     | zadní, vzadu     | posterior        | |
| Směry kolmé na mediální rovinu (tj. rovnoběžné s frontální osou)       | Mediální         | medialis         | Vnitřní směrem do středu, blíže mediální rovině. Použití jen pro paži nebo stehno.                       |
| Směry kolmé na mediální rovinu (tj. rovnoběžné s frontální osou)       | Laterální        | lateralis        | Zevní/postranní, ke straně, směrem od středu, dále od mediánní roviny. Použití jen pro paži nebo stehno. |
| Směry kolmé na mediální rovinu (tj. rovnoběžné s frontální osou)       | Ulnární          | ulnaris          | Vnitřní, směr na malíkovou stranu horní končetiny (bližší ulně). Použití jen pro předloktí a ruce.       |
| Směry kolmé na mediální rovinu (tj. rovnoběžné s frontální osou)       | Radiální         | radialis         | Vnější, směr na palcovou stranu horní končetiny (bližší radiu). Použití jen pro předloktí a ruce.        |
| Směry kolmé na mediální rovinu (tj. rovnoběžné s frontální osou)       | Tibiální         | tibialis         | Vnitřní, směr na palcovou stranu dolní končetiny (bližší tibii). Použití jen na bérci a noze.            |
| Směry kolmé na mediální rovinu (tj. rovnoběžné s frontální osou)       | Fibulární        | fibularis        | Vnější, směr na malíkovou stranu dolní končetiny (bližší tibii). Použití jen na bérci a noze.            |
| Další směry                                                            | Plantární        | plantaris        | Směrem k plosce nohy. Použití jen na noze.                                                               |
| Další směry                                                            | Palmární/volární | palmaris/volaris | Směrem k dlani. Použití jen na ruce.                                                                     |
| Další směry                                                            | Dorsální         | dorsalis         | Směrem k hřbetu nohy, resp. ruky. Použití jen na noze nebo ruce.                                         |

## Hlavní části těla

Na lidské lebce jsou termíny rostrální a kaudální přizpůsobeny zakřivené ose centrálního nervového systému

- caput = hlava
  - cranium = lebka
  - frons = čelo
  - facies = obličej
    - oculus = oko
    - nasus = nos
    - auris = ucho
    - os = ústa
- collum = krk
  - nucha = šíje
- truncus = trup
  - thorax = hrudník
  - pectus = prsa, hruď
  - mamma = prs
  - dorsum = hřbet, záda
  - abdomen, venter = břicho
  - lumbus = bedro
  - inguen = tříslo
  - pelvis = pánev
  - nates (clunes) = hýždě
  - perineum = hráz
  - coxa = kyčel
- membrum superius = horní končetina
  - brachium = paže
  - axilla = podpažní jáma
  - antebrachium = předloktí
    - cubitus = loket
    - manus = ruka
      - carpus = zápěstí
      - metacarpus = záprstí
      - dorsum manus = hřbet ruky
      - palma manus = dlaň
      - digiti manus = prsty ruky
- membrum inferius = dolní končetina
  - femur = stehno
  - genu = koleno
  - poples = zákolení
  - crus = bérec
  - sura = lýtko
  - pes = noha
    - calx = pata
    - tarsus = zánártí
    - metatarsus = nárt
    - planta = chodidlo
    - dorsum pedis = hřbet nohy
    - digiti pedis = prsty nohy